# شبيه ضفيري الشعر
شبيه ضفيري الشعر (الاسم العلمي: Plectocomiopsis)، جنس نباتات مزهرة ثنائي المسكن من فصيلة النخلية، ويوجد في الهند الصينية وماليزيا وبورنيو وسومطرة. وهو نبات أحادي الإزهار ومسلح بالأشواك، وهو من نباتات الروتان المتسلقة، وثيق الصلة بنخيل وافر الحراشف. الاسم يوناني يعني "مشابه لـ ضفيري الشعر"، وهو قريب آخر وثيق الصلة.